# Eutelsat

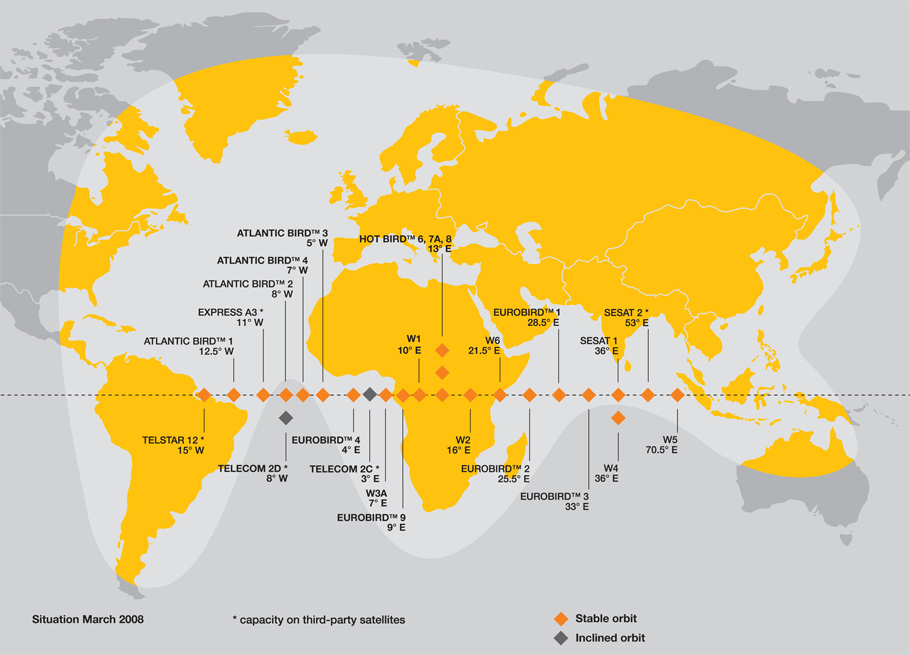
Mapa pokrytí satelity společnosti Eutelsat, situace v roce 2008

Eutelsat S.A. je francouzsko-britská akciová společnost provozující síť telekomunikačních družic. Patří mezi největší na světě, patří k nim družice Astra, Hot Bird, OneWeb a další. Kromě šíření televizního a rozhlasového signálu se zabývá i datovými přenosy. Akvizicí OneWeb nově cílí i na poskytování internetového připojení pomocí satelitní sítě. Původně byla mezivládní západoevropskou společností.

## Historie
Západoevropské země se 21. března 1977 rozhodly vybudovat vlastní organizaci a systém telekomunikačních družic pod názvem EUTELSAT, což je zkratka European Telecommunications Satellite Organization. Ústředí se nachází v Paříži. První satelit byl vynesen v roce 1983 a do roku 1989 byla pokryta celá západní i východní Evropa. V 90. letech byla síť rozšířena na Asii, Afriku a Ameriku. V roce 2001 byla organizace převedena na soukromou společnost Eutelsat S. A.
V roce 2023 byl dokončen přechod OneWeb, která byla v té době v úpadku, pod nově vzniklou Eutelsat Group.

## Rozsah služeb
Satelity Eutelsat poskytují pokrytí nad celou Evropou, Blízkým východem, velkou částí Asie, Afriky a oběma Amerikami. Do portfolia společnosti patří satelitní telefony, mobilní telefony, video-hovory, internetové připojení, firemní sítě, profesionální datové linky, satelitní televize a rádio.

## Konkurence
S vypouštěním telekomunikačních družic začaly v roce 1958 USA (družice SCORE), v roce 1964 začali Sověti vypouštět družice typu Molnija a byla založena mezinárodní organizace i systém Intelsat. V roce 1971 vznikl i pro telekomunikace východoevropský Intersputnik a počet národních i soukromých společností na celém světě po roce 1970 expandoval.

## Seznam některých satelitů
| Satelit                            | Pozice       | Oblast pokrytí                              | Start         | Poznámky                         |
| ---------------------------------- | ------------ | ------------------------------------------- | ------------- | -------------------------------- |
| Hot Bird                           | 13° východ   | Evropa, Severní Afrika, Blízký Východ       | srpen 2002    |                                  |
| Hot Bird 7A                        | 13° východ   | Evropa, Severní Afrika, Blízký Východ       | březen 2006   |                                  |
| Hot Bird 8                         | 13° východ   | Evropa, Severní Afrika, Blízký Východ       | srpen 2006    |                                  |
| Hot Bird 9                         | 13° východ   | Evropa, Africa, Blízký Východ               | prosinec 2008 |                                  |
| Eurobird 1                         | 28.5° východ | Evropa                                      | březen 2001   |                                  |
| Eurobird 2                         | 25.5° východ | Evropa, Severní Afrika, Blízký Východ       | říjen 2002    |                                  |
| Eurobird 3                         | 33° východ   | Evropa                                      | září 2003     |                                  |
| Eurobird 4 (dříve Hot Bird 3)      | 4° východ    | Evropa, Severní Afrika, Blízký Východ       | září 1997     |                                  |
| Eurobird 9 (dříve Hot Bird 2)      | 9° východ    | Evropa, Severní Afrika, Blízký Východ       | listopad 1996 |                                  |
| W1                                 | 10° východ   | Evropa, Blízký Východ, Africa               | září 2000     |                                  |
| W2                                 | 16° východ   | Evropa, Blízký Východ, Africa               | říjen 1998    |                                  |
| W2M                                | 16° východ   | Evropa, Africa, Blízký Východ               | prosinec 2008 |                                  |
| W3A                                | 7° východ    | Evropa, Blízký Východ, Africa               | březen 2004   |                                  |
| W4                                 | 36° východ   | Africa, Rusko                               | květen 2000   |                                  |
| W5                                 | 70.5° východ | Evropa, Blízký Východ, Asie, Austrálie      | listopad 2002 | Porucha jednoho solárního panelu |
| W6                                 | 21.5° východ | Evropa, Blízký Východ, Africa               | duben 1999    |                                  |
| SESAT 1                            | 36° východ   | Evropa, Severní Afrika, Blízký Východ, Asia | duben 2000    |                                  |
| Atlantic Bird 1                    | 12.5° západ  | Evropa, Blízký Východ, Amerika              | srpen 2002    |                                  |
| Atlantic Bird 2                    | 8° západ     | Evropa, Blízký Východ, Amerika              | září 2001     |                                  |
| Atlantic Bird 3                    | 5° západ     | Evropa, Amerika, Africa                     | červenec 2002 |                                  |
| Atlantic Bird 4 (dříve Hot Bird 4) | 7° západ     | Evropa, Severní Afrika, Blízký Východ       | únor 1998     |                                  |

## V médiích

### Soudní spor s NTDTV
V roce 2008 vznikl spor Eutelsatu s nezávislou televizní sítí New Tang Dynasty Television (NTDTV), jejíž signál přenášený do Číny byl 16. června 2008 přerušen. NTDTV společně s francouzskou nevládní organizací Reportéři bez hranic označili ztrátu signálu za úmyslné zasahování do vysílání NTDTV. Eutelsat obvinění odmítl, přesto že Reportéři bez hranic tvrdí, že je Eutelsat schopen ihned vysílání obnovit. V lednu 2009 schválil Evropský parlament rezoluci vyzývající Eutelsat k obnovení vysílání NTDTV a vyzval generálního ředitele, aby přijel do Štrasburku objasnit důvody k přerušení vysílání, ale Eutelsat na výzvy nereagoval. NTDTV po vývoji událostí podala v roce 2009 proti Eutelsatu soudní žalobu. Eutelsat byl u soudu nařčen z oklamání veřejné důvěry a smluvních závazků za účelem upokojení důležitého zákazníka, kterým je čínský komunistický režim.

### Internet pro Ukrajinu
Na začátku roku 2025 po nástupu Donalda Trumpa do úřadu prezidenta USA došlo v Bílém domě k selhání rozhovorů mezi Ukrajinou a USA a následně k hrozbě USA o ukončení poskytování služeb Starlink bránící se ruské invazi na Ukrajinu. To způsobilo celosvětový pokles zájmu o služby Starlink a Polsko oznámilo přechod od americké firmy na služby evropské firmy Eutelsat pro zajištění internetové konektivity pro ukrajinskou armádu (tj. využití sítě OneWeb).